# Муріае (мікрорегіон)

Муріае на карті штату Мінас-Жерайс

Муріае (порт. Microrregião de Muriaé) — мікрорегіон у Бразилії, входить у штат Мінас-Жерайс. Складова частина мезорегіону Зона-да-Мата. Населення становить 275 348 осіб на 2006 рік. Займає площу 4751,945 км². Густота населення — 57,9 ос./км².

## Склад мікрорегіону
До складу мікрорегіону включені наступні муніципалітети:
1. Антоніу-Праду-ді-Мінас
2. Баран-ді-Монті-Алту
3. Каяна
4. Карангола
5. Дівіну
6. Еспера-Феліс
7. Еуженополіс
8. Фарія-Лемус
9. Ферведору
10. Мірадору
11. Міраї
12. Муріае
13. Орізанія
14. Патросініу-ду-Муріае
15. Педра-Дорада
16. Розаріу-да-Лімейра
17. Сан-Франсіску-ду-Глорія
18. Сан-Себастьян-да-Варжен-Алегрі
19. Томбус
20. Вієйрас

| Бразилія | Це незавершена стаття з географії Бразилії. Ви можете допомогти проєкту, виправивши або дописавши її. |